# Dahme (Holstein)
Dahme ist eine Gemeinde im Kreis Ostholstein in Schleswig-Holstein. Dahmerfelde und Gruberhagen liegen im Gemeindegebiet.

## Geografie und Geschichte

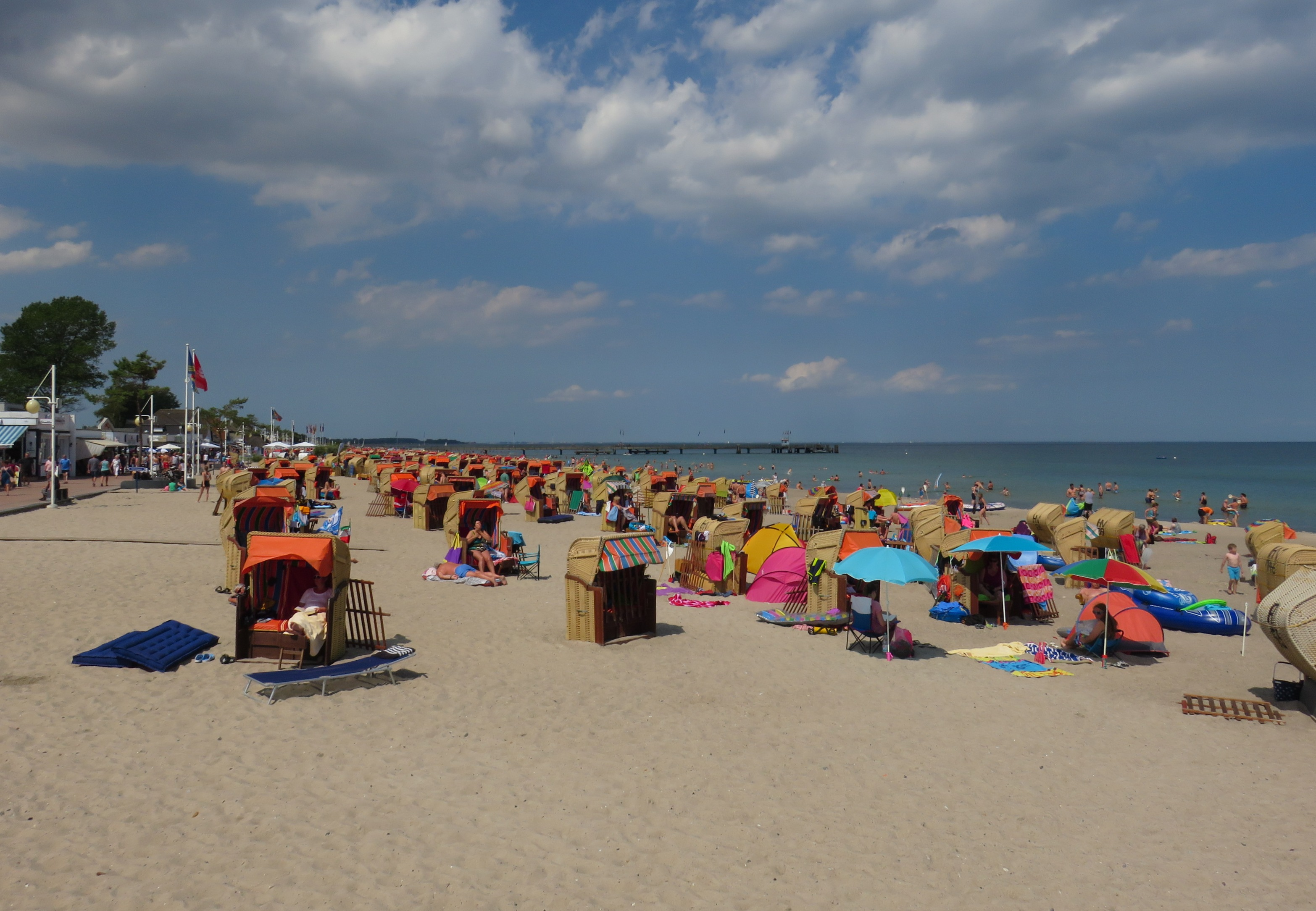
Dahmer Hauptstrand

Dahme ist ein Ostseeheilbad, das etwa 20 km nordöstlich von Neustadt in Holstein und knapp 15 km (je Luftlinie) südöstlich von Oldenburg in Holstein direkt südlich des östlichen Endes vom Oldenburger Graben liegt. Der Ort befindet sich damit in der Landschaft Wagriens am Nordwestrand der Lübecker Bucht zwischen Grube und Kellenhusen. Westlich verläuft die Bundesstraße 501 von Neustadt in Richtung Fehmarn. Dahme wurde im Jahr 1299 erstmals urkundlich erwähnt. Davon zeugt auch der Gedenkstein im Zentrum von Dahme. Der Name stammt vom slawischen „dabje“ (Eichenhain).

## Wappen
Blasonierung: „Über blau-silbernen Wellen wachsend in Gold der rote, ältere und der rot-silbern-rote, jüngere Leuchtturm der Gemeinde nebeneinander.“
Bei dem kleineren Turm handelt es sich entgegen den Angaben in der Blasonierung nicht um einen Leuchtturm, sondern um den Marinebeobachtungsturm, der 1939 errichtet wurde.

## Politik

### Gemeindevertretung
Nach 70 Jahren CDU-Mehrheit in der Gemeindevertretung konnte sich die Dahmer-Wähler-Gemeinschaft (DWG) bei der Kommunalwahl 2018 knapp die absolute Mehrheit holen. Seit der Wahl 2023 hat keine Partei die absolute Mehrheit inne.
| Gemeindevertretungswahl Dahme 2023Wahlbeteiligung: 58,0 % 403020100 39,5 %31,3 %23,3 %4,4 %0,9 %0,7 % CDUFDbDWGcWeberdGuenthereBalluchfGewinne und Verlusteim Vergleich zu 2018 %p 35 30 25 20 15 10 5 0 −5−10−15−20−25−30−9,6 %p+31,3 %p−27,6 %p+4,4 %p+0,9 %p+0,7 %pCDUFDDWGWeberGuentherBalluchAnmerkungen:b Wählergemeinschaft Für Dahmec Dahmer Wähler Gemeinschaftd Einzelbewerber Webere Einzelbewerber Guentherf Einzelbewerber Balluch | Sitzverteilung in der Gemeindevertretung Dahme seit 2023Insgesamt 12 Sitze - DWG: 3 - FD: 4 - CDU: 5 |

### Verwaltung
Dahme gehörte in den Jahren 1889 bis 2006 zum Amt Grube. Seitdem bilden Dahme und die Gemeinden Grube und Kellenhusen (Ostsee) eine Verwaltungsgemeinschaft mit der Gemeinde Grömitz, die die Verwaltungsgeschäfte für die drei Gemeinden führt.

### Partnergemeinde
Dahme ist seit August 1972 mit Nysted in Dänemark freundschaftlich verbunden. Die Pflasterung des Nystedplatzes an der Seebrücke Dahme ist in Richtung der dänischen Partnergemeinde ausgerichtet.

## Wirtschaft
Mit mehr als 60.000 Badegästen und 800.000 Übernachtungen im Jahr ist der Tourismus die wichtigste Einnahmequelle für die Gemeinde, die einen mehrere Kilometer langen Sandstrand hat, der über eine Promenade gut zu erreichen ist.

## Sehenswürdigkeiten

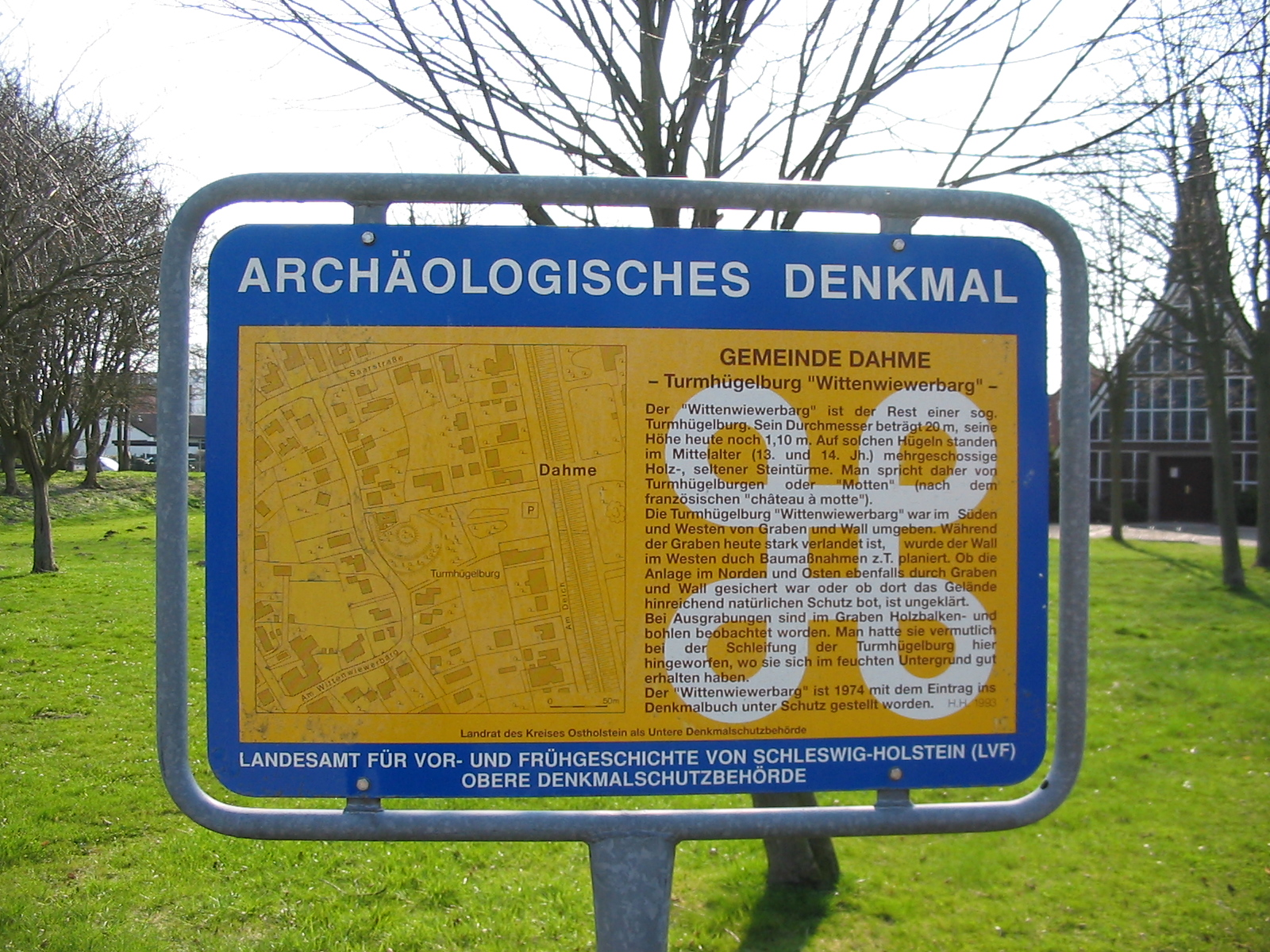
Wittenwiewerbarg, Infotafel

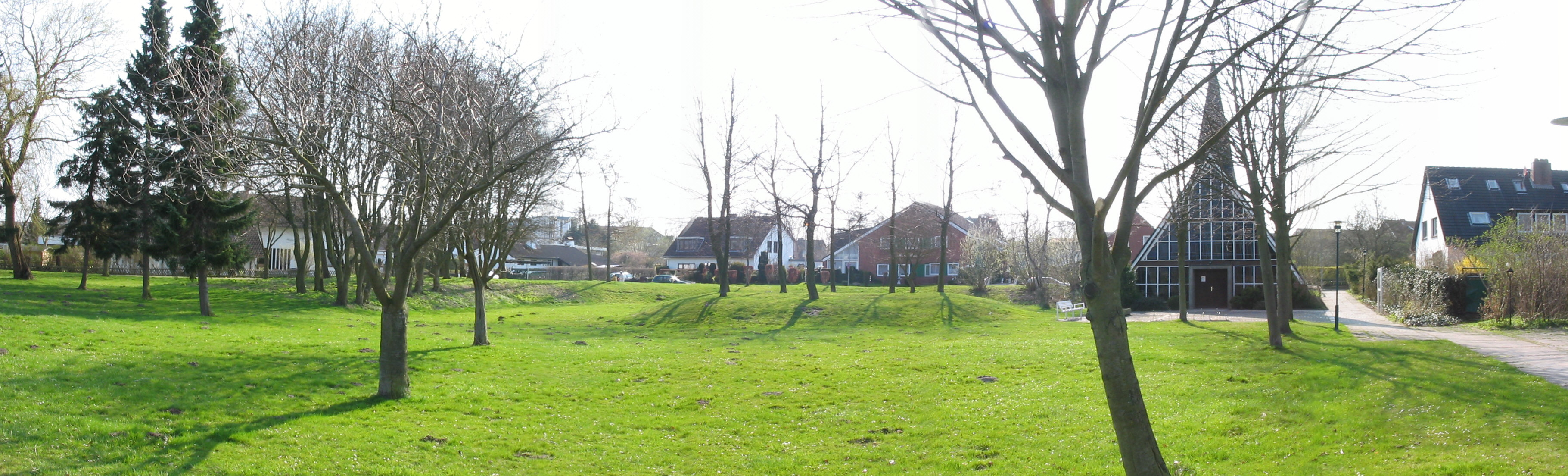
Wittenwiewerbarg, Reste einer Turmhügelburg

Der „Wittenwiewerbarg“ (Weiße-Weiber-Berg) ist der Rest einer Turmhügelburg (Motte) aus dem 13. und 14. Jahrhundert. Sie war von einem Graben und einem Wall umgeben. Heute ist nur noch ein kleiner Hügel davon zu sehen. Der Wittenwiewerbarg steht seit 1974 unter Denkmalschutz.
Der „Kleine Schwede“ ist ein 24 Tonnen schwerer Findling auf dem Nysted-Platz. Er wurde während der letzten Eiszeit aus Mittelschweden hierher transportiert und erinnert an die Entstehungsgeschichte Dahmes.

### Leuchtturm Dahmeshöved

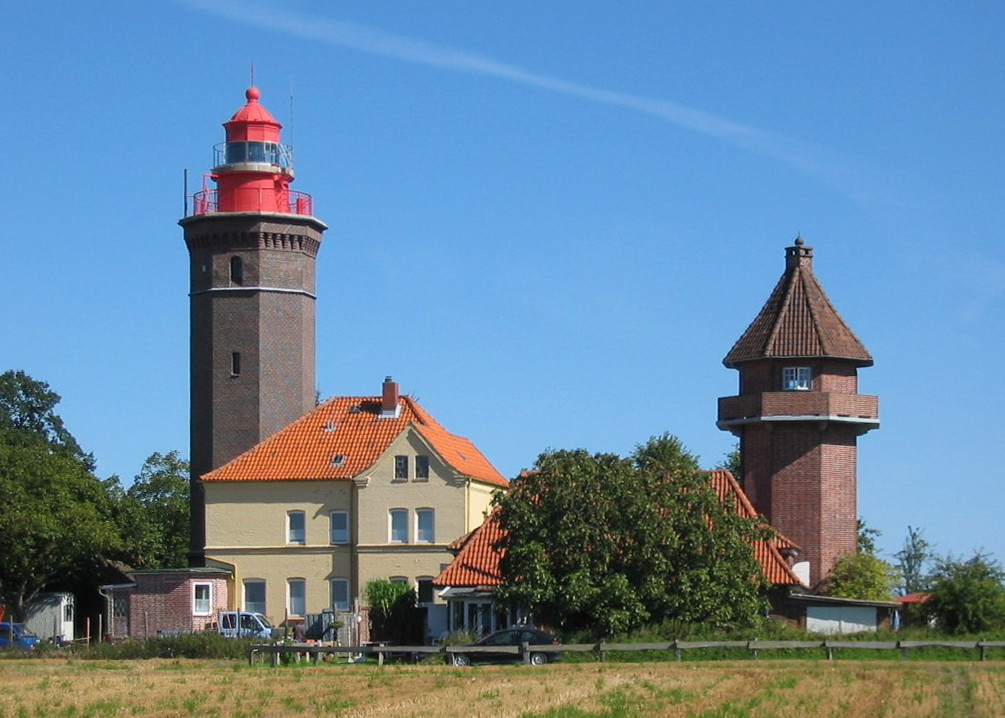
Leuchtturm Dahmeshöved, rechts der Marinebeobachtungsturm von 1939

Der Leuchtturm Dahmeshöved wurde 1878/79 auf einer Höved (nddt. für Anhöhe) errichtet und dient der Schifffahrt in der Lübecker und in der Mecklenburger Bucht. Der denkmalgeschützte Leuchtturm kann besichtigt werden und wird auch als Standesamt verwendet.

### Abhörstation
Von 1962 bis 1976 betrieb die ehemalige US-amerikanische Nachrichteneinheit Naval Security Group an der großen Uferkoppel (im Zweiten Weltkrieg Standort einer 2-cm-Flak), schräg gegenüber dem Leuchtturm, eine Abhörstation. Diese wurde von Todendorf aus befehligt und war vorher auf Fehmarn angesiedelt. Hier wurde mit mobilem Gerät unter anderem der Truppenübungsplatz auf der Halbinsel Wustrow abgehört, der damals auf dem Gebiet der DDR lag.

### Jugendherberge und ehemalige Fernmeldestelle der Bundesmarine

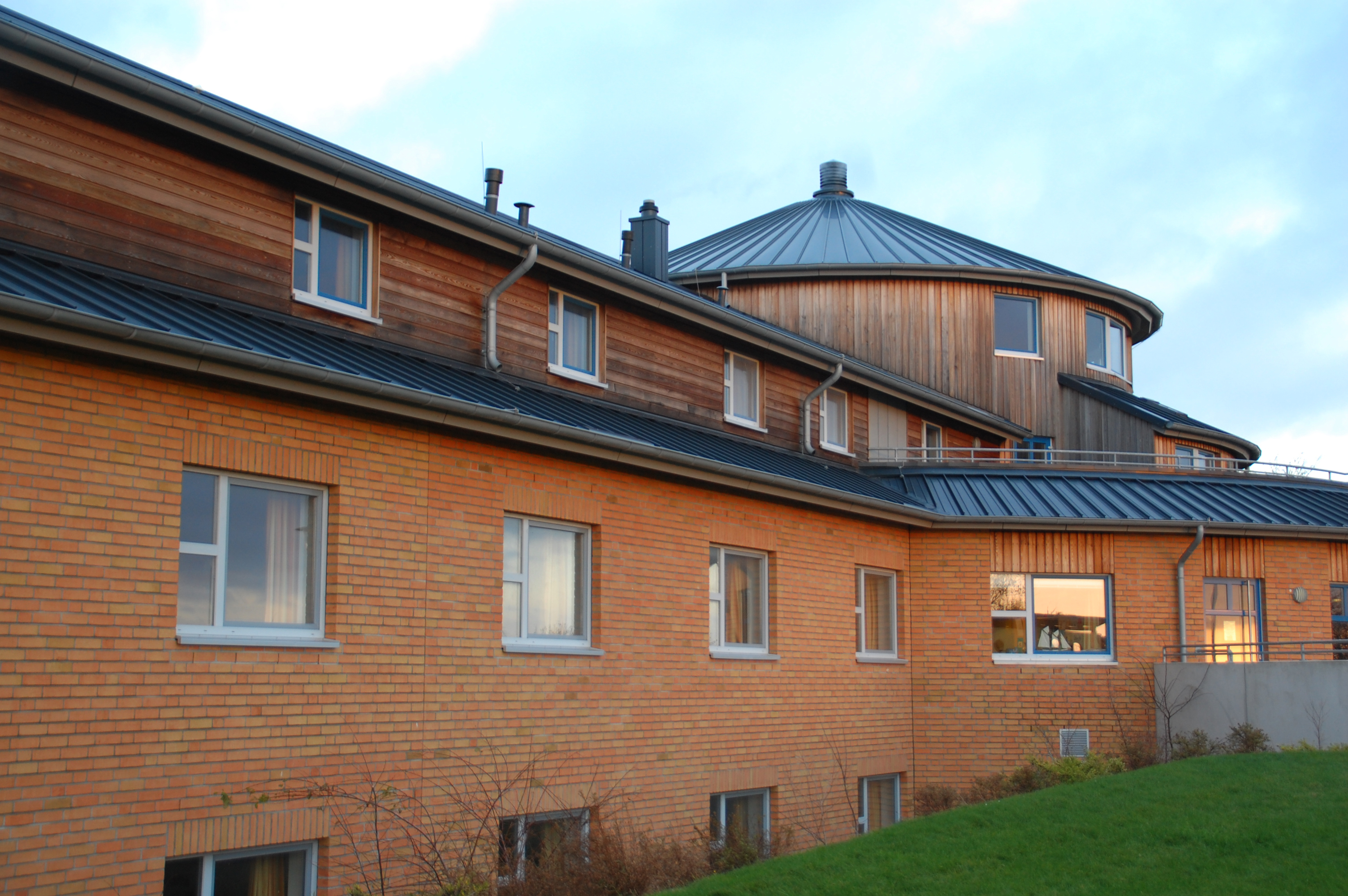
DJH-Jugendherberge Dahme

Die Jugendherberge Dahme an der ostholsteinischen Ostseeküste ist eine 2006 fertiggestellte und am 6. Juli 2006 eröffnete Jugendherberge des Deutschen Jugendherbergswerks. Es handelt sich damit um eine der jüngsten Jugendherbergen des Landesverbands Nordmark e. V. Die Jugendherberge liegt am Dahmeshöved 1 an der Straße zum Leuchtturm Dahmeshöved, der die Einfahrt zur Lübecker Bucht markiert. Damit liegt sie in einer Reihe mit mehreren Villen und dem Mutter-Kind-Heim südlich vom eigentlichen Ortskern Dahmes. Das Gelände der Jugendherberge grenzt direkt an die Steilküste zum Ostseestrand, der über eine große, hölzerne Treppenanlage erreichbar ist.
Wo heute die Jugendherberge steht, befanden sich bis 2004 die Gebäude einer Marinefernmeldestelle der Bundeswehr (im Zweiten Weltkrieg existierte hier eine Marine-Funkmessortungsanlage, FuMO 3, eine sogenannte Calais-Zerstörersäule). Die Marinefernmeldegruppe 53 wurde Ende 1963 in Dahmeshöved in Betrieb genommen. Nach Auflösung des Marinefernmeldeabschnitts 5 1967 wurde sie dem Marinefernmeldeabschnitt 1 unterstellt. Hier wurde mit mobilem Radargerät die Ostsee bewacht. Die Marinefernmeldegruppe 53 wurde Ende September 1991 aufgelöst.
Nach der Aufgabe der Fläche durch die Bundesmarine lag das Gelände einige Zeit brach und sollte nach dem Willen des Bürgermeisters von Dahme für einen gemeinnützigen Zweck verwendet werden. Der ehemalige Standplatz der Radarantennen, eine erhöhte asphaltierte Fläche, wird nun für Ballspiele genutzt.

### Glasbilder der St.-Stephanus-Kirche
Die Fenster, in den 1970er Jahren vom Glasmaler Theo M. Landmann aus Osnabrück angefertigt, sind wertvoller Bestandteil der St.-Stephanus-Kirche und geben Bezüge zum Wirken Christi auf dem See Genezareth wieder.
Impressionen und Details der Glasfenster in der St.-Stephanus-Kirche in Dahme stehen in Landmanns umfassendem Werkverzeichnis. Die Fenster der Kirche sind als Werkverzeichnisnummern 340, 341, 342 und 343 aufgeführt.
Im Jahr 2016 wurden die Bleiglasfenster einer umfassenden Renovierungsmaßnahme unterzogen, die vom Bonifatiuswerk gefördert wurde.

## Persönlichkeiten
- Klaus Hinrich Klahn (* 1776 in Dahme; † 1851 in Hamburg/South Carolina) wanderte 1805 nach Amerika aus und wurde dort Städte- und Brückenbauer.
- Kapitän Heinrich Paasch (* 1835 in Dahme; † 1904 in Antwerpen) wurde durch das marine Standardwerk Vom Kiel zum Flaggenknopf, einem dreisprachigen Wörterbuch für marine Begriffe, bekannt. 1903 stiftete er die nach ihm und seiner Frau benannte „Paasch-Eyler-Allee“, die den Ort mit dem Wald verbindet.
- Paul Walter (* 1913 Mönchengladbach; † 1993 in Dahme), Bühnenbildner, Ausstattungsleiter am Nationaltheater Mannheim, wohnte in Dahme.

In den 1960er Jahren ließ sich Uwe Johnson bei Aufenthalten in einem Sommerhaus in Dahmeshöved für seinen Roman Jahrestage inspirieren. In einem seiner Textbücher erwähnt der Schriftsteller Helmut Heissenbüttel in dem Gedicht Postbus Dahme eine Begegnung mit seinem Kollegen Uwe Johnson in Dahmeshöved.
Friedrich Dahl und Gerhard Domagk (Nobelpreis für Medizin 1939, ausgehändigt 1947) wohnten in Dahmeshöved, ebenso Heinrich Plett, Erster Geschäftsführer der Neuen Heimat, Hans Koch von Hans Koch & Sohn und Tyll Necker.

## Fledermäuse
Dahme ist der erste „Fledermausfreundliche Ort Deutschlands“. Über 100 Häuser sind vom NABU Schleswig-Holstein und der Stiftung Naturschutz Schleswig-Holstein als „Fledermausfreundliches Haus“ ausgezeichnet worden. Seit Mai 2006 ist Dahme das Zentrum der ersten offiziellen „Fledermausfreundlichen Region“ Deutschlands. Im Oktober 2006 wurde Axel Kramer für das Fledermausprojekt mit dem Muna 2006, Preis für den aktiven Umweltschutz von Deutsche Bundesstiftung Umwelt und ZDF ausgezeichnet.

## Sport- und Gesundheitszentrum
Das Sport- und Gesundheitszentrum wird von der Europäischen Union kofinanziert. Es verfügt über ein klassisches Bade-, Massage- und Inhalationsangebot. Daneben gibt es private bewegungstherapeutische Angebote.

## Verkehr
Dahme ist durch die NAH.SH-Buslinie 550 (Neustadt i H – Grömitz – Dahme – Oldenburg i H) angebunden.